# Radnewo (gmina)
Radnewo (bułg. Община Раднево) – gmina w środkowej Bułgarii, w obwodzie Stara Zagora. Populacja wynosi 23 tys. mieszkańców.

## Miejscowości
Miejscowości wchodzące w skład gminy Radnewo:
- Beli brjag (bułg.: Бели бряг),
- Bozduganowo (bułg.: Боздуганово),
- Byłgarene (bułg.: Българене),
- Daskał-Atanasowo (bułg.: Даскал-Атанасово),
- Dinja (bułg.: Диня),
- Gledaczewo (bułg.: Гледачево),
- Kołarowo (bułg.: Коларово),
- Konstantinowec (bułg.: Константиновец),
- Kowacz (bułg.: Ковач),
- Kowaczewo (bułg.: Ковачево),
- Lubenowo (bułg.: Любеново),
- Maca (bułg.: Маца),
- Połski Gradec (bułg.: Полски Градец),
- Radnewo (bułg.: Раднево) – siedziba gminy,
- Risimanowo (bułg.: Рисиманово),
- Swoboden (bułg.: Свободен),
- Syrnewo (bułg.: Сърнево),
- Tichomirowo (bułg.: Тихомирово),
- Topolane (bułg.: Тополяне),
- Trojanowo (bułg.: Трояново),
- Trynkowo (bułg.: Трънково),
- Zemlen (bułg.: Землен),
- Znamenosec (bułg.: Знаменосец).